# Марко Крістал
Марко Крістал (ест. Marko Kristal; нар. 2 червня 1973, Таллінн, Естонська РСР) — радянський та естонський футболіст та тренер, виступав на позиції півзахисника.

## Клубна кар'єра

### Ранні роки
Вихованець «Ловіда», у футболці якого 1988 року й розпочав дорослу футбольну кар'єру під керівництвом Романа Убаківі. Сезон 1989 року розпочав у «Норусі», але по ходу вище вказаного сезону перебрався до талліннського «Спорту», який виступав у Другій лізі СРСР.

### «Флора»
У 1990 році став гравцем «Левадії», створеної на базі «Ловіда». У складі «Флори» виграв сім титулів Мейстріліги (у сезоні 1993/94, 1994/95, 1997/98, 1998, 2001, 2002 та 2003 років), двічі став володарем кубку країни (у сезонах 1994/95 та 1997/98 років) та двох суперкубків (1998 та 2003 рік). Футбольну кар'єру завершив наприкінці сезону 2004 року. Загалом у футболці «Флори» зіграв 263 матчі в Мейстрілізі, в яких відзначився 51-м голом.

### Оренда в «Ельфсборг»
12 квітня 1999 року відправився у 2-місячну оренду до клубу Аллсвенскана «Ельфсборг». Повинен був вийти у стартовому складі в матчі проти «Еребру», але матч було відкладено, а Марко отримав травму гомілковостопного суглоба на тренуванні, через що не зміг зіграти в Аллсвенскані. Зрештою, у чемпіонаті Шаеції 1999 року зіграв лише чотири матчі. Тренер «Ельфсборга» Бент-арне Стрьомберг сказав про Крістала, що «[його] техніка була хорошою, але швидкість була не на рівні Аллсвенскану».

### Оренда в «Лахті»
У грудні 1999 року відправився в сезонну оренду до клубу Вейккаусліги «Лахті».

### По завершенні професіональної кар'єри
Коли Крістал завершив свою професіональну кар'єру 2004 року, розпочав грати за «Томпеа» в нижчих дивізіонах Естонії. У клубі грав до 2011 року. Після десятирічної перерви в кар'єрі гравця, під час якої займався тренерською роботою, у 2021 році став гравцем «Зеніту» (Таллінн).

## Кар'єра в збірній
Дебютував у футболці національної збірної Естонії 3 червня 1992 року в нічийному (1:1) товариському матчі проти Словенії на стадіоні Кадріорг, в якому на 77-й хвилині замінив Урмаса Кірса. Цей матч став першим офіційним для Естонії після відновлення незалежності та першим в історії Словенії. Першим голом на міжнародному рівні відзначився 24 лютого 1996 року в товариському матчі проти Фарерських островів (2:2). З 1995 по 1998 рік зіграв у 42-х поспіль матчах збірної. 28 березня 2001 року став першим гравцем, який провів 100 матчів за збірну Естонії, а також наймолодшим гравцем, який зіграв свій 100-й матч за європейську національну збірну після старту у кваліфікації чемпіонату світу 2002 проти Кіпру, а також відзначився голом у виїзному матчі (2:2). 20 квітня 2005 року завершив свою міжнародну кар'єру у програному (1:2) прощальному домашньому матчі проти Норвегії. Загалом у футболці збірної Естонії зіграв 143 матчі, в яких відзначився 9-ма голами.

## Кар'єра тренера
Першим тренерським досвідом стала робота помічником тренера у національній збірній Естонії у період з 2005 по 2007 рік. З 2008 по 2009 рік працював помічником головного тренера столичного клубу «Левадія», а 2010 року очолив клуб «Таммека» з Тарту. У листопаді 2011 року стало відомо, що Крістал став головним тренером талліннського клубу «Левадія», а наприкінці сезону 2015 року у Марка закінчився контракт із клубом і він залишив посаду головного тренера. У січні 2016 року призначений Естонською футбольною асоціацією на посаду технічного координатора з Іда-Вірумаа. Тоді ж став помічником головного тренера у клубі «Калев» (Сілламяе).
У вересні 2016 року зайняв посаду виконавчого директора та старшого тренера клубу «Ярве», який на той час виступав у першій лізі Естонії. 30 грудня 2017 року став головним тренером клубу «Тулевік», проте пропрацював там неповних чотири місяці.
У серпні 2018 року очолив клуб «Табасалу», а з грудня 2019 року очолював естонський клуб «Нимме Калью». У грудні 2020 року залишив посаду головного тренера, але залишився на посаді помічника.

## Особисте життя
Марко вивчив фінську мову після того, як налаштував фінське телебачення.
У 2005 році отримав орден Естонського Червоного Хреста V ступеня.

## Статистика виступів

### Голи за збірну
| № | Дата              | Місце                                       | Матч | Суперник          | Рахунок | Результат | Змагання                           |
| - | ----------------- | ------------------------------------------- | ---- | ----------------- | ------- | --------- | ---------------------------------- |
| 1 | 24 лютого 1996    | Муніципальний стадіон, Пула, Кіпр           | 39   | Фарерські острови | 1–0     | 2–2       | Товариський матч                   |
| 2 | 13 листопада 1996 | Комуналь, Андорра-ла-Велья, Андорра         | 47   | Андорра           | 6–1     | 6–1       | Товариський матч                   |
| 3 | 1 березня 1997    | Антоніс Пападопклос, Ларнака, Кіпр          | 51   | Азербайджан       | 1–0     | 2–0       | Товариський матч                   |
| 4 | 8 червня 1997     | Кадріорг, Таллінн, Естонія                  | 56   | Швеція            | 2–3     | 2–3       | кваліфікація чемпіонату світу 1998 |
| 5 | 10 липня 1997     | Жальгіріс, Вільнюс, Литва                   | 59   | Латвія            | 1–0     | 1–2       | Балтійський кубок 1997             |
| 6 | 27 листопада 1997 | Рісаль Меморіал, Маніла, Філіппіни          | 64   | Філіппіни         | 1–0     | 1–0       | Товариський матч                   |
| 7 | 18 серпня 1999    | Пярну Калев, Пярну, Естонія                 | 86   | Вірменія          | 1–0     | 2–0       | Товариський матч                   |
| 8 | 19 березня 2001   | Каїрський міжнародний стадіон, Каїр, Єгипет | 99   | Єгипет            | 2–1     | 3–3       | Товариський матч                   |
| 9 | 28 березня 2001   | Циріон, Лімасол, Кіпр                       | 100  | Кіпр              | 1–2     | 2–2       | кваліфікація чемпіонату світу 2002 |

## Досягнення

### Клубні
«Флора»
- Мейстріліга
  -  Чемпіон (6): 1993/94, 1994/95, 1997/98, 1998, 2001, 2002, 2003
- Кубок Естонії
  -  Володар (2): 1994/95, 1997/98
- Суперкубок Естонії
  -  Володар (2): 1998, 2003

### Як тренера
«Левадія»
- Мейстріліга
  -  Чемпіон (2): 2013, 2014
- Кубок Естонії
  -  Володар (2): 2011/12, 2013/14
- Суперкубок Естонії
  -  Володар (2): 2013, 2015

### Індивідуальні
- Орден Естонського Червоного Хреста 5-го класу